# Friedrich Rabe (Landrat)
Friedrich Wilhelm Rabe (* 11. September 1840 in Schlüchtern; † 23. September 1906 in Wiesbaden) war ein deutscher Verwaltungsjurist und Landrat der Kreise Kirchhain und Limburg.

## Leben
Friedrich Rabe war ein Sohn des kurfürstlich-hessischen und späteren (ab 1866) königlich-preußischen Kassenbeamten Georg Rabe aus Schlüchtern und dessen Ehefrau Barbara, geb. Auffarth. Nach Ende seiner schulischen Ausbildung absolvierte er ein Studium der Rechtswissenschaften in Heidelberg und Marburg. Das Erste juristische Staatsexamen legte er im August 1862 und das Zweite juristische Staatsexamen im Frühjahr 1863 ab. Nach seiner Verpflichtung als Regierungsreferendar am 2. Mai 1863 wurde er beim Landratsamt Schlüchtern und bis 1866 bei der kurhessischen Regierung Hanau tätig. Nach seiner Ernennung als Regierungsassessor am 6. Mai 1869 war er bis Ende 1870 als Kreissekretär in Schlüchtern tätig. Am 30. Dezember 1870 wurde er Hilfsarbeiter bei der Kreishauptmannschaft in Lingen und ab dem 9. April 1872 kommissarischer Amtmann in Hachenburg.
Am 24. Mai 1875 wurde er zur Regierung Minden und am 16. April 1876 zur Direktion für die Verwaltung der direkten Steuern in Berlin überwiesen. Nach der weiteren Überweisung an die Kommission für die bischöfliche Vermögensverwaltung in Limburg am 26. September 1877, wurde er dort am 2. August 1879 zum Regierungsrat ernannt. Am 27. Januar 1882 zur Regierung Stralsund überwiesen, wurde er am 5. August 1883 zum kommissarischen Landrat des Kreises Kirchhain (mit Ernennung zum 25. Februar 1884 und  definitiver Übertragung des Amtes zum 2. März 1884) ernannt. Am 1. April 1886 wurde er zum Landrat des Kreises Limburg ernannt, wo er am 30. September 1905 auf eigenes Gesuch aufgrund seines gesundheitlichen Zustandes mit Pension in den Ruhestand versetzt wurde.

## Familie
Friedrich Rabe heiratete im Jahr 1822 in Berlin Martha Holberg (* 22. Mai 1859), Tochter des Rentners Andreas Holberg aus Berlin und dessen Ehefrau Karoline, geb. Rabe.